# Giuseppe Govone

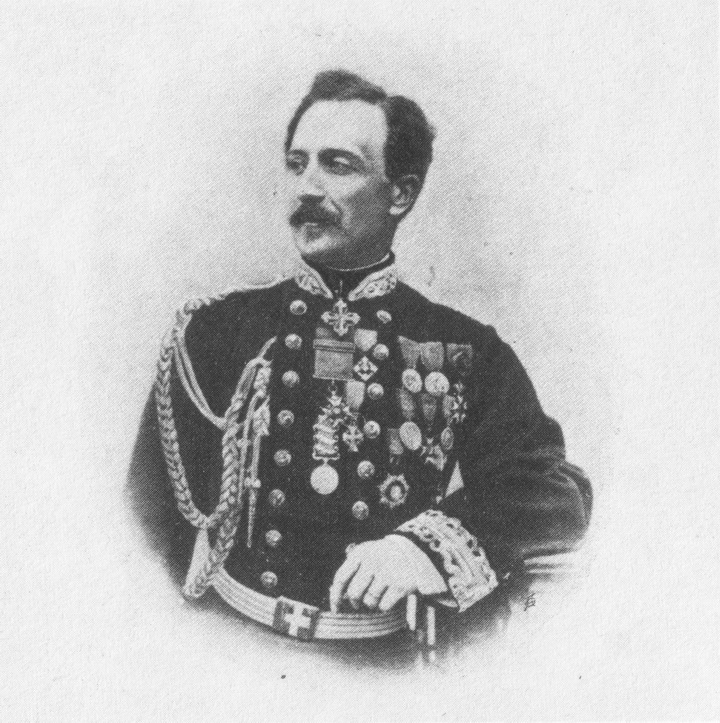
Giuseppe Govone

Giuseppe Govone (* 19. November 1825 in Isola d’Asti, Piemont; † 25. Januar 1872 in Alba, Piemont) war ein italienischer Generalmajor, der unter anderem 1862 in Sizilien eine Gewaltherrschaft ausübte.

## Leben
Govone besuchte die Militärakademie in Turin und trat 1845 als Unterleutnant in die sardinische Armee ein. 1848 beteiligte er sich am Krieg gegen Österreich  und nahm auch 1849 am Feldzug in Schleswig-Holstein teil. Dort hielt er sich im Hauptquartier des Feldmarschalls Friedrich von Wrangel auf.
Während des Orientkrieges 1854 und 1855 befand sich Govone zunächst im Hauptquartier Omar Paschas und später in dem des Marschalls Saint-Arnaud.
Als 1855 Alessandro La Marmora ein sardinisches Hilfskorps in den Krimkrieg führte, wurde Govone diesem als zweiter Stabschef zugeteilt und kommandierte in der Schlacht bei Balaklawa. Er blieb auch im Sardinischen Krieg 1859 an dessen Seite. Danach übernahm er das Militärkommando in den neu erworbenen Provinzen. 1859 nahm er an der Schlacht bei Magenta teil. 
1862 wurde Govone nach Sizilien versetzt, wo er eine Terrorherrschaft über die Bevölkerung ausübte. Da er über sämtliche Vollmachten verfügte, konnte er allein Todesurteile sprechen. Missliebige Personen wurden festgenommen und über Jahre ohne Gerichtsurteil gefangen gehalten. Er ließ Geiseln nehmen und befahl häufig ihre Hinrichtung. Auch ließ er die Wasserversorgung regelmäßig willkürlich einstellen und Gefangene wiederholt foltern, was dem Staat den Hass des Volkes einbrachte. Im Parlament rechtfertigte Gavone die Maßnahmen damit, dass die Sizilianer „den Weg von der Barbarei zur Zivilisation noch nicht vollendet“ hätten. Govone wurde schließlich von einer parlamentarischen Untersuchungskommission reingewaschen und straflos aus Sizilien abberufen. Eine Reihe von Rücktritten aus der Regierung und mehrere Duelle zwischen Abgeordneten folgten auf den öffentlichen Skandal. 
1863 wurde Govone zum General befördert und ging als solcher 1866 zu Unterhandlungen nach Berlin, wo er am 8. April das Preußisch-Italienische Bündnis gegen Österreich abschloss. Seine damaligen Berichte hat Alessandro La Marmora in der Schrift Un po più di luce (Florenz 1873) veröffentlicht. 
Im Dritten Italienischen Unabhängigkeitskrieg 1866 übernahm Govone den Befehl über die 9. Division, die er in der Schlacht bei Custozza mit Auszeichnung führte. Nach dem Friedensschluss wurde Govone an die Spitze des Generalstabs berufen und kam 1867 in die Deputiertenkammer.
Im Dezember 1869 wurde Govone zum Kriegsminister ernannt und erreichte bedeutende Ersparnisse im Bereich der Kriegsverwaltung, die jedoch die Schlagkraft der italienischen Armee negativ beeinflussten. 1870 trat er zurück. 1872 starb er im piemontesischen Alba.